# 文达德

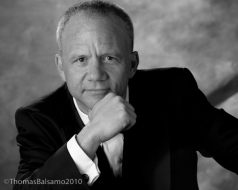

文达德（Tad Waddington）博士，Lasting Contribution®, LLC的总裁，亚太行政总裁协会的全球资深顾问 ，為2009年世界人力资源发展大会人力资源领导力奖獲獎者，和2008年国际商务（史蒂夫奖Stevie Awards）年度最佳人力资源总监奖。他也是《持久的贡献：如何思考、計畫、並達成重大的任務》（Lasting Contribution: How to Think, Plan, and Act to Accomplish Meaningful Work）一書的作者。

## 簡歷
文达德从1997年起就任于埃森哲咨询公司。此前，他任盖洛普公司研究总监。在台北时曾是《英语摘要》的自由作家，发表过300多篇文章，也做过口译和笔译工作。
文达德丁顿具有良好的教育背景。他在亚利桑那州立大学以平均分数4.0的优秀成绩毕业，获得心理学和中文学士学位。在本科期间，他被引入美国大学优等生协会，并赢得了「Moeur」奖（亚利桑那州立大学最高学术奖项）。文达德曾在北京外国语大学做国际汉语言项目的汉语交流生，亦曾在台北國際華語研習所修習過。1990年，他在芝加哥大学神学院获得宗教历史学硕士（主要研究中国哲学）学位，最后在芝加哥大学教育学院拿到衡量、评估和统计分析的博士学位。同时，他也是「芝加哥大学商学研究生管理学院」的毕业生。

## 作品

### 《持久的贡献》
《持久的贡献》由 Agate出版社於2007年出版，目前正在中国大陆寻找出版社，为其出版中文版本。《科克斯书评》对《持久的贡献》给予很高的评价:
此书为一本自我指导书籍。它综合学术与科学材料，分析事物怎样发生，人怎样采取行动，以及这些人怎样计划他们的行动以使自己与众不同。文达德不同于那些似乎只读了一种书籍（他/她所写的那一类书）的普通励志作家，他博览群书。所以，在书中，读者可学习到古代思想家、宗教领袖、现代科学家和其他励志书作者（竞争对手）等人关于人类行为的思想。此书虽小，但囊括了智慧、科学事实、和从伟大人物身上获得的深刻见解，旨在计划一个有意义的未来。《持久的贡献》是一本发人深省，值得反复阅读的好书。

《持久的贡献》曾获得以下奖项：
- 美国图书新闻全国最优图书奖[15]
- Axiom 商务图书奖[16]
- 独立出版书籍奖金奖[16]
- 埃里克·霍弗奖[17]
- 品尼高图书成就奖[18]
- 美国全国独立卓越成就奖 2010 [19]
- 全球电子书金奖 [20]

### 《学习的回报---埃森哲的卓越绩效培训》
文达德是埃森哲咨询公司绩效评估总监，也是《学习的回报---埃森哲的卓越绩效培训》的作者之一（上海交通大学出版社，2008年）。此书主要讲埃森哲如何复兴培训机制，并证明了其价值。为了证明培训的价值，文达德对公司261000名员工的培训状况做了详细记录，并做了深度统计分析。这些记录包括成本率、工资涨幅、在埃森哲的工作年限以及升职日期，析出了个人水平、工作经验、通货膨胀、以及商业周期等因素。此研究表明，参加培训更多的人（前50%相对于后50%）：
- 收费更高（比后50%的人收费标准高出17%）
- 由于升职）工资涨幅比参加培训少的人高出20%
- 在公司任期多出14%

这些收益整合在一起得出培训的净投资回报率为3.53。也就是说，埃森哲每投资1美元，就能得到3.53美元的纯收益（成本已被覆盖）。
文达德对培训投资回报率的研究获得了如下奖项：
- 企业大学交流学院颁发的卓越衡量奖[22]
- Brandon Hall公司颁发的电子化学习衡量金奖[23]
- 美国培训与开发协会最优奖[24]
- 《首席学习官》杂志影响力奖[25]
- 埃森哲发明者奖[21]